# Långsbergssjöarna
Långsbergssjöarna är två varandra näraliggande småsjöar i Långsbergens naturreservat i Lilla Edets kommun i Bohuslän. De är omkring en hektar vardera. De avvattnas till sjön Utby Lång, som också delvis ligger inom reservatet, och sedan till Göta älv. Övriga sjöar inom reservatet är Fiskelöse vatten och Getlycke kvarnevatten. Sjöarna är helt omgivna av skogsmark.
De båda sjöarna har egna artiklar:
- Långsbergssjöarna (södra), sjö i Lilla Edets kommun, 58°13′43″N 12°07′54″Ö / 58.2286°N 12.1318°Ö
- Långsbergssjöarna (norra), sjö i Lilla Edets kommun, 58°13′49″N 12°07′49″Ö / 58.2303°N 12.1302°Ö